# Suédois (peuple)
Cet article concerne le peuple de Suède. Pour la langue suédoise, voir suédois. Pour les autres significations du mot « suédois », voir Suédois (homonymie).
En français, les Suédois sont : 
- selon la Constitution de la Suède, le droit du sol et le droit international, les citoyens de la Suède et eux seuls, quelles que soient leurs langues, origines et traditions culturelles[4] ;
- selon la définition ethnique, le droit du sang et l’appartenance linguistique et culturelle, le peuple nordique scandinave qui s’auto-désigne en suédois : svenskar et forme la population dominante en Suède, étant également présent dans les pays voisins, notamment la Finlande.

Dans l’Antiquité, la tribu germanique des Suiones vivait au Svealand, limitrophe des Goths de Scandinavie au sud, et participa avec eux aux grandes invasions qui déferlèrent sur l’Empire romain d'Occident. Jusqu’au IXe siècle, les ancêtres des Suédois vivaient dans de petits royaumes de religion scandinave. La consolidation de la Suède fut le résultat d’un long processus, et les limites de la répartition du peuple suédois ont varié en fonction des frontières, tout comme la répartition de la langue suédoise elle-même. Le christianisme devint dominant au XIe siècle et les Suédois choisirent la réforme protestante au XVIe siècle.
La minorité suédophone de Finlande (en suédois : finlandssvenskar) est un héritage de la longue période historique pendant laquelle la Finlande faisait partie du royaume de Suède. La question de savoir s’ils sont des Suédois ayant colonisé la Finlande ou des Finnois suédisés est sujette à débat : les deux phénomènes ne s’excluent pas. D’autres groupes ethniques ont fait leur l’identité suédoise ; jusqu’en 1658, quand le Skåneland devint possession de la couronne suédoise, les habitants étaient un peuple du Danemark parlant le skånska (en), dialecte de la famille des langues scandinaves orientales. De la même façon, des groupes tels les francophones protestants s’installèrent en Suède au XVIIe siècle, suivi en cela par bien d’autres groupes à des périodes plus tardives. Au nord, les Sames ont gardé leur propre langue et culture, mais font également partie de la nation suédoise. À l’inverse, on compte aussi plusieurs millions de descendants de Suédois aux États-Unis et au Canada, cette diaspora résultant de l’émigration suédoise aux États-Unis de la fin du XIXe siècle au début du XXe siècle.

## Répartition
La plus grande des aires habitées par les Suédois, et la première zone historiquement peuplée par leurs ancêtres linguistiques, est la Suède, sise à l’est de la péninsule Scandinave, ainsi que les îles adjacentes situées à l’ouest de la mer Baltique en Europe du Nord. Les suédophones vivant dans les zones proches des côtes sur les rivages nord-est et est de la Baltique partagent également une longue histoire de peuplement continu, pouvant remonter à plus d’un millénaire. Ces peuples incluent les suédophones de Finlande continentale, parlant un dialecte suédois communément appelé suédois de Finlande (finlandssvenska qui fait partie du groupe dialectal du suédois oriental), et la population des îles Åland, presque exclusivement composée de suédophones parlant un dialecte plus proche des dialectes de la Suède toute proche que du suédois de Finlande. L’Estonie a compté également une importante minorité suédoise jusqu’au XXe siècle. Des groupes plus réduits, descendants d’émigrants suédois des XVIIIe et XXe siècles, ont fait souche aux Amériques (en particulier dans le Minnesota et au Wisconsin, voir Suédo-Américains) et en Ukraine.
De nos jours, les Suédois tendent à émigrer essentiellement en direction de leur voisinage nordique immédiat (Norvège, Danemark, Finlande), vers les pays anglophones (États-Unis, Royaume-Uni), l’Espagne et l’Allemagne.
Historiquement, le royaume de Suède a connu une extension bien supérieure à ce qu’elle est au XXIe siècle, en particulier sous l’ère dite de l’Empire suédois, au XVIIe siècle. La Finlande appartenait alors à la Suède, et ce jusqu’en 1809. Du fait qu’avant cette date, il n’existait pas de nationalité finlandaise, il n’est pas rare que les sources antérieures à 1809 mentionnent les Suédois et les Finnois sous le seul nom de « Suédois ». C’est tout particulièrement vrai dans le cas de la Nouvelle-Suède, où un certain nombre des colons « suédois » étaient en fait d’origine finnoise.

### Descendants de Suédois et suédophones hors de Suède

#### En Finlande
Les Suédois de Finlande forment une minorité nationale en Finlande. Les caractéristiques de cette minorité sont sujettes à débat : si certains voient en eux un groupe ethnique à part entière, d’autres ne l’envisagent pas autrement que comme une minorité linguistique. Le groupe compte quelque 265 000 personnes, soit 5,10 % de la population de la Finlande continentale, 5,50 % si l’on inclut les 26 000 habitants des îles Åland — auxquels il faut encore ajouter les citoyens finlandais suédophones résidant en Suède. Neuf milliers de citoyens suédois sont également installés en Finlande.